# Rugascuta sinica
Rugascuta sinica är en stekelart som beskrevs av Mao-Ling Sheng 2009. Rugascuta sinica ingår i släktet Rugascuta och familjen brokparasitsteklar. Inga underarter finns listade i Catalogue of Life.